# Specie relitta
Il termine specie relitta (o semplicemente relitto) indica una specie che era presente in un territorio più ampio di quello attuale ed è stata confinata in quest'ultimo a seguito di eventi che ne hanno causato l'estinzione altrove.
Molto spesso le specie relitte sono endemiche di aree ristrette oppure hanno un areale fortemente frammentato. A volte il relitto è costituito da una specie limitata a un areale ristretto, affine a un'altra geograficamente distante e distribuita su un areale più ampio.
Esempi di specie relitte sono il larice alpino, strettamente imparentato con i larici che formano estesissime foreste in Siberia e in Canada; la zelkova siciliana e la zelkova cretese, ultimi rappresentanti europei del genere Zelkova; la betulla dell'Etna, giunta in Sicilia dal Nord con le glaciazioni; la falsa sanicola Petagnaea gussonei, l'albero di Giuda (Cercis siliquastrum) e anche il Ginkgo biloba.
A volte, il termine "relitto" viene usato anche come sinonimo di "fossile vivente", per indicare specie, generi o famiglie che sono sopravvissuti all'estinzione della maggior parte degli organismi affini.

## Classificazione
Relitti tassonomici: specie che erano molto diffuse un tempo e ora sono in regressione, ad esempio Ginkgo Biloba.
Relitti terziari: ultime specie rappresentanti della flora europea prima delle glaciazioni.